# پرنده‌فروشی
پرنده فروشی (به انگلیسی: The Bird Store)؛ یک انیمیشن کوتاه از مجموعه سمفونی احمقانه محصول دیزنی به کارگردانی ویلفرد جکسون می‌باشد. این اثر در ۱۶ ژانویه ۱۹۳۲ توسط کمپانی کلمبیا پیکچرز منتشر شد.